# 아마추어 (2025년 영화)
《아마추어》(영어: The Amateur)는 2025년 4월에 개봉된 미국의 첩보 스릴러 영화이다. 로버트 리텔의 1981년작 소설 《아마추어》를 영화화한 두 번째 작품이다.
이 영화는 원작 소설과 40년 이상의 시차가 있는 만큼 각색 과정에서 주인공이 하는 일도 훨씬 더 리얼하게 바뀌었다. 그는 IQ 170의 뛰어난 두뇌와 컴퓨터 조작능력, 새로 배운 폭약제조 기술을 가지고 통쾌하게 복수를 감행한다. 007, 미션 임파서블, 본(Bourne) 시리즈의 주인공인 액션에 능한 첩보원에 비하면 그는 정녕 ‘아마추어’급이다.

## 줄거리
미 중앙정보국(CIA) 암호해독 전문가 찰리 헬러는 런던으로 출장간 아내 사라가 테러범에 인질로 잡혔다가 죽임을 당한 것에 큰 충격을 받는다. 마침 찰리는 CIA 현장 요원 오브라이언(코드명 ‘곰’)과 익명의 정보원(코드명 ‘인퀴라인’)과 메시지를 주고받던 중 찰리의 상관인 특수임무 총괄본부장 알렉스 무어가 카불에서의 드론 공격을 자살 폭탄 테러로 위장했다는 말을 듣는다. 
찰리는 CIA 데이터베이스를 검색하여 런던에서 무기 거래에 실패한 네 명의 테러범이 사라와 여러 사람을 인질로 잡았다가 포위망이 좁혀오자 그녀를 살해한 후 도주한 사실을 알게 된다. 사라를 살해한 우두머리는 러시아인 호르스트 쉴러였다. 하지만 찰리의 보스와 부책임자인 케일럽은 쉴러의 조직을 수사 중이니 가만있으라고 말할 뿐이었다. 찰리는 무어 본부장에게  민간인과 동맹군 수백 명의 사상자를 초래한 그의 책임을 언급하며 자기를 CIA 캠프로 보내줄 것을 요구한다. 아내의 복수를 위해 CIA 특수훈련을 받게 해달라 말하고, 그렇지 않으면 몇 시간 내에 그의 제보가 유력 신문기자들에게 전송될 것이라 한다. 무어 본부장은 마지못해 이를 허가한다.
CIA 특수훈련학교에서 찰리는 헨더슨 대령으로부터 일대일 교습을 받는다. 헨더슨은 찰리가 폭탄 제조에는 뛰어나지만 권총을 제대로 쏘지 못하니 킬러로서는 낙제라고 말한다. 한편 찰리의 상사인 무어 본부장은 찰리의 집과 사무실을 수색해도 별 성과가 없자 헨더슨에게 찰리를 없애라고 말한다. 그런데 찰리는 무어의 사무실에 설치한 도청장치를 통해 그 사실을 알고 서둘러 미국을 떠나던 참이었다.
 
찰리는 파리에서 테러범의 일원인 여성의 아파트에 잠입한다. 아파트 현관 자물쇠는 소셜미디아의 튜토리얼을 보고 열 수 있었다. 그녀의 방에서 그녀가 알레르기 클리닉에 다닌다는 것 외엔 별다른 단서를 찾지 못한다. 그곳에 몰래 들어간 찰리는 클리닉의 치료방에 그녀를 가두고 꽃가루로 거의 질식 상태에 빠트리지만 되레 그녀에게 역공을 당하고 만다. 쫓고 쫓기던 그들은 길을 건너던 그녀가 차에 치여 죽자 현장에서 그녀의 휴대폰을 수거한 찰리는 전화의 발신자를 찾아 마르세유로 간다.
마르세유에서 찰리는 발신자가 있는 바를 찾아가지만 뜻밖에 그곳에서 헨더슨 대령을 발견한다. 찰리는 일단 도망을 치는 척했다가 그와 대화를 나눈다. 다음 순간 화장실에서 폭발이 일어나고 그 틈을 타 탈출한다. 찰리가 폭발물을 설치한 다음 휴대폰으로 이를 터뜨렸던 것이다.
이스탄불로 날아간 찰리는 그곳 현장 요원 인퀼린에게 도움을 청한다. 인퀼린은 KGB에서 CIA로 전향한 러시아 요원의 아내이며, 생계를 위해 찰리의 익명 정보원이 되었다고 밝힌다. 그녀를 통해 찰리는 런던 테러범 중 한 명이 마드리드의 고급호텔에 투숙해 있음을 알아낸다. 한편 CIA 국장은 무어 본부장이 그녀의 허가 없이 헨더슨을 찰리에게 보낸 사실을 알고, 자신의 심복을 마드리드로 급파한다.
 
마드리드 호텔 루프탑 풀장에서 홀로 심야 수영을 즐기던 테러범은 찰리의 추궁에 답을 할리 만무하다. 그러자 찰리는 미리 장치해 놓은 폭약을 터뜨리고 그는 바닥으로 추락사하고 만다. 헨더슨이 그를 잡으러 오지만 다른 CIA 요원과 그가 싸우는 사이에 찰리는 도망친다. 찰리의 행적을 추적하던 무어와 케일럽은 누군가 그를 돕고 있음을 알아채고 이스탄불로 도피한 찰리와 인퀼린을 함께 처치하도록 지시한다. 심야에 인퀼린의 아지트는 입체적인 공격을 받고 두 사람이 승용차로 도피하던 중 인퀼린이 총에 맞아 죽고 만다.
위기에 몰린 찰리는 그동안 수집한 정보를 종합하여 런던 사건의 총책 호르스트 쉴러가 발트해에 있는 러시아 근해의 요트에서 활동하고 있음을 알게 된다. 그는 러시아 프리모르스크로 가서 짐짓 서툰 행동을 벌이다가 무기 거래의 거점인 쉴러의 요트로 끌려간다. 쉴러는 찰리에게 권총을 쥐어주며 아내의 복수를 위해 자기를 쏘라고 말한다.
주저하는 그를 보고 쉴러가 비웃을 때 그의 요트는 이미 핀란드 영해로 진입한 뒤였다. 찰리가 요트의 조종장치를 해킹하여 항로를 변경한 탓이었다. 결국 쉴러는 핀란드 경찰과 인터폴에 체포되고 찰리는 총 한 방 쏘지 않고도 복수를 한 셈이었다. 한편 국장의 승인을 받지 않고 비밀작전을 벌였던 무어 본부장과 케일럽은 FBI에 체포된다. 랭글리 본부로 복직한 찰리는 주차장에서 헨더슨 대령으로부터 총도 제대로 쏘지 못하던 사람이 어느 요원보다도 뛰어난 성과를 거두었다는 칭찬을 듣는다.

## 출연진

### 주연
- 라미 말렉 - 찰스 헬러 역
- 레이첼 브로스나한 - 사라 역
- 로렌스 피쉬번 - 헨더슨 역

### 조연
- 카이트리오나 발페 - 인퀴린 역
- 홀트 맥칼라니 - 무어 역
- 존 번탈 - 곰 역
- 마이클 스툴바그 - 쉴러 역
- 에이드리언 마르티네즈 - 카를로스 역
- 대니 사파니 - 케일럽 역
- 줄리앤 니콜슨 - 오브라이언 국장 역